# Lafuma Mobilier
Ne doit pas être confondu avec Lafuma.
Lafuma Mobilier est une entreprise française qui conçoit et fabrique du mobilier d'extérieur en France depuis 1954. La marque est reconnaissable par son mobilier en métal et en textile.
Son siège social et son usine historique se situent à Anneyron. Lafuma Mobilier possède un second site de production français spécialisé dans la plasturgie au Balmay dans l’Ain. La société appartient à Peugeot Frères Industrie depuis 2024, holding de tête du groupe familial Peugeot.

## Historique
Au début du XXe siècle, les frères Lafuma inventent des sacs à dos à armature métallique.
Sur la base du savoir-faire alliant la résistance du tube et le confort de la toile, la première gamme de mobilier nomade, léger et pliant, voit le jour en 1954,.
Dans les années 1960, c'est l'invention du premier fauteuil pliable Relax. Selon le magazine IDEAT, « Des icônes du design français, le fauteuil Relax de Lafuma est peut-être la plus « populaire », étant entrée chez toutes sortes de gens. »
1992, c'est le lancement du Pop up inspiré du fauteuil AA.
2013, le groupe Lafuma est racheté par le groupe Calida. Le mobilier devient un pôle autonome et Arnaud Du Mesnil est nommé directeur général de Lafuma Mobilier,.
2014, c'est l'obtention du label Origine France Garantie. En février 2015, ce label est remis officiellement par Yves Jégo.
2020, la marque est labellisée Entreprise du patrimoine vivant (EPV). Selon le magazine Extérieurs Design « Tout en gardant son ADN de confort nomade et de résistance, elle a développé ces dernières années des collections qui se posent aussi bien dans le salon que sur la terrasse. ».